# Mastixis macedo
Mastixis macedo là một loài bướm đêm trong họ Noctuidae.